# Air-to-airfotografie

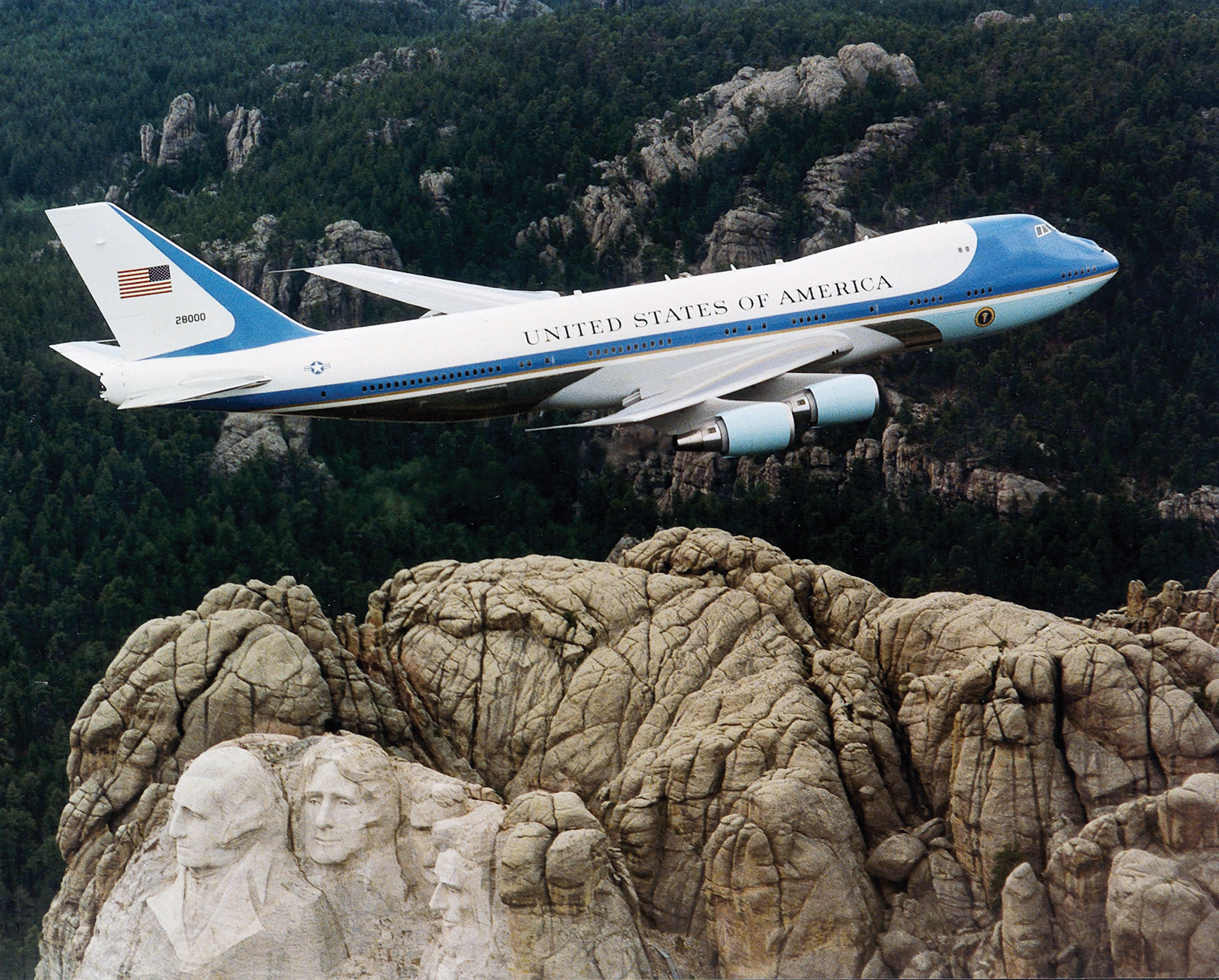
Airforce 1 gefotografeerd vanuit een gevechtsvliegtuig

Air-to-airfotografie is de kunst van het fotograferen van vliegtuigen in de lucht vanuit een ander vliegtuig. Het is in het bijzonder populair onder militaire luchtvaartfotografen en kunstvliegpiloten op vliegshows.
Air-to-airfotografie vereist speciale vaardigheden en ervaring, aangezien de fotograaf vaak onder invloed van g-krachten zijn werk moet doen. Vliegveiligheid is altijd het belangrijkste aspect bij de uitvoering van een fotovlucht. Een goede voorbereiding en communicatie tijdens de vlucht zijn daarom cruciaal en piloten moeten altijd gekwalificeerd zijn om in formatie te vliegen.
Deze vorm van fotografie wordt gebruikt voor diverse doeleinden, waaronder fotojournalistiek, commercieel gebruik en advertenties. Tijdens de Tweede Wereldoorlog werd air-to-airfotografie gebruikt om strijdkrachten te trainen in vliegtuigherkenning.
De Japanse fotograaf Katsuhiko Tokunaga heeft air-to-airfotografie bekendheid gegeven. Sinds 1978 heeft hij naar eigen zeggen zo'n 2.000 uur in straaljagers gevlogen en meer dan 15.000 uur in andere vliegtuigen. Opmerkelijk is het grote aantal Nederlandse fotografen dat op het gebied van air-to-airfotografie actief is. Voor de meesten is dit een deeltijdbaan, aangezien de kosten die gemaakt worden voor een fotovlucht niet opwegen tegen de opbrengsten.